# Drapetis notatithorax
Drapetis notatithorax är en tvåvingeart som beskrevs av Senior-white 1922. Drapetis notatithorax ingår i släktet Drapetis och familjen puckeldansflugor.
Artens utbredningsområde är Sri Lanka. Inga underarter finns listade i Catalogue of Life.